# Edelweiss Air
Edelweiss Air ist eine Schweizer Fluggesellschaft mit Sitz in Kloten und Basis auf dem Flughafen Zürich. Edelweiss Air ist eine Tochtergesellschaft der Lufthansa und damit eine Schwestergesellschaft der Swiss International Air Lines und seit dem 1. November 2008 Teil der Lufthansa Group.

## Geschichte

### 1995 – Gründung und erste Jahre
Die Fluggesellschaft wurde am 19. Oktober 1995 in Zürich von dem Reisekonzern Kuoni (mit 33 Prozent des Kapitals) und der griechischen Venus Air (der Muttergesellschaft der Venus Airlines) (mit 40 Prozent) sowie Privatanlegern gegründet. Der Mitgründer Niklaus Grob wurde deren erster CEO. Ab dem 10. Februar 1996 erfolgten die ersten Flüge der Edelweiss Air mit zwei McDonnell Douglas DC-9-83/MD-83, einem damals sehr verbreiteten Muster für Charterflüge im Kurz- und Mittelstreckenbereich. Im Frühjahr 1997 kaufte Edelweiss Air eine weitere DC-9-83.
Der griechische Partner bei der Gründung hatte sich bald wieder zurückgezogen.

### 2000 – Neue Airbus-Flugzeuge
Ende der 1990er-Jahre entschied sich Edelweiss Air für den Aufbau einer Flotte von Airbus-Flugzeugen und übernahm am 4. Februar 2000 den ersten von zunächst drei Airbus A320-200. Am 21. November 2000 wurde mit einem Airbus A330-200 der Langstreckenbetrieb aufgenommen. Der Pilot des Fluges und damalige Chefpilot der Edelweiss, Karl Kistler, wurde zwei Jahre danach CEO von Edelweiss und verblieb in dieser Funktion bis 2014.

### Seit 2008 – Edelweiss Air als Schwestergesellschaft der Swiss
Am 8. Februar 2008 wurde der Zusammenschluss der Gesellschaft mit Swiss bekanntgegeben, welcher im Zuge einer strategischen Partnerschaft zwischen dem bisherigen Eigentümer Kuoni und Swiss stattfand. Die Fluggesellschaft wurde selbständig mit eigener Geschäftsleitung, eigener Flotte und Crew weiterbetrieben, ebenso wurde die Marke «Edelweiss Air» beibehalten. Die Übernahme wurde per 1. November 2008 vollzogen.
Im September 2013 wurde die Einführung einer neuen Business-Klasse mit vollständig flachen Betten sowie erstmals einer Premium-Economy-Klasse auf den Langstreckenflügen angekündigt.
Im November 2015 stellte die Edelweiss Air eine leicht veränderte Flugzeugbemalung vor; die Beschriftung der Flugzeuge wurde dabei um «Switzerland» ergänzt. Bei der Einführung des ersten Flugzeugs vom Typ A340 im Jahre 2016 wurden nach 21 Jahren neue Uniformen eingeführt. Eine A330 wurde an die SN Brussels Airlines abgegeben.
Während der COVID-19-Pandemie wurde ab März 2020 der reguläre Flugbetrieb eingeschränkt und ein Teil der Flotte in Dübendorf abgestellt. Langstreckenflugzeuge brachten Schweizer Touristen aus den Flugzielen der Gesellschaft sowie bei Charterflügen im Auftrag des Bundes aus Peru und Kolumbien in die Schweiz zurück. Im Rahmen einer Vereinheitlichung der Langstreckenflotte und der Reisebeschränkungen in Folge der Covid-19-Pandemie verliessen zwei A330-300 die Flotte. Die im Dezember 2021 für die gesamte Bordbesatzung eingeführte Covid-Impfpflicht wurde im April 2023 aufgehoben.
Mitte September 2023 wurde bekannt gegeben, dass im Jahre 2025 sechs A350-900-Flugzeuge die A340-Flotte ersetzen sollen. Am 13. August 2024 stellte die Fluggesellschaft ihre neue Bemalung vor, die mit der Lieferung der neuen A350-900 Flugzeuge schrittweise eingeführt werden soll. Eine erste A350-900 mit neuer Bemalung und dem alten Luftfahrzeugkennzeichen OE-LHF wurde am Tag darauf in Shannon (Irland) gesichtet, wo das Flugzeug umlackiert wurde. Es trägt den Namen „Piz Palü“. Auch eine zweite Maschine des Typs A350-941 mit Luftfahrzeugkennzeichen OE-LHG wird am 14. August von Lourdes (Frankreich) nach Shannon zur Bemalung verlegt.

## Flotte

### Aktuelle Flotte

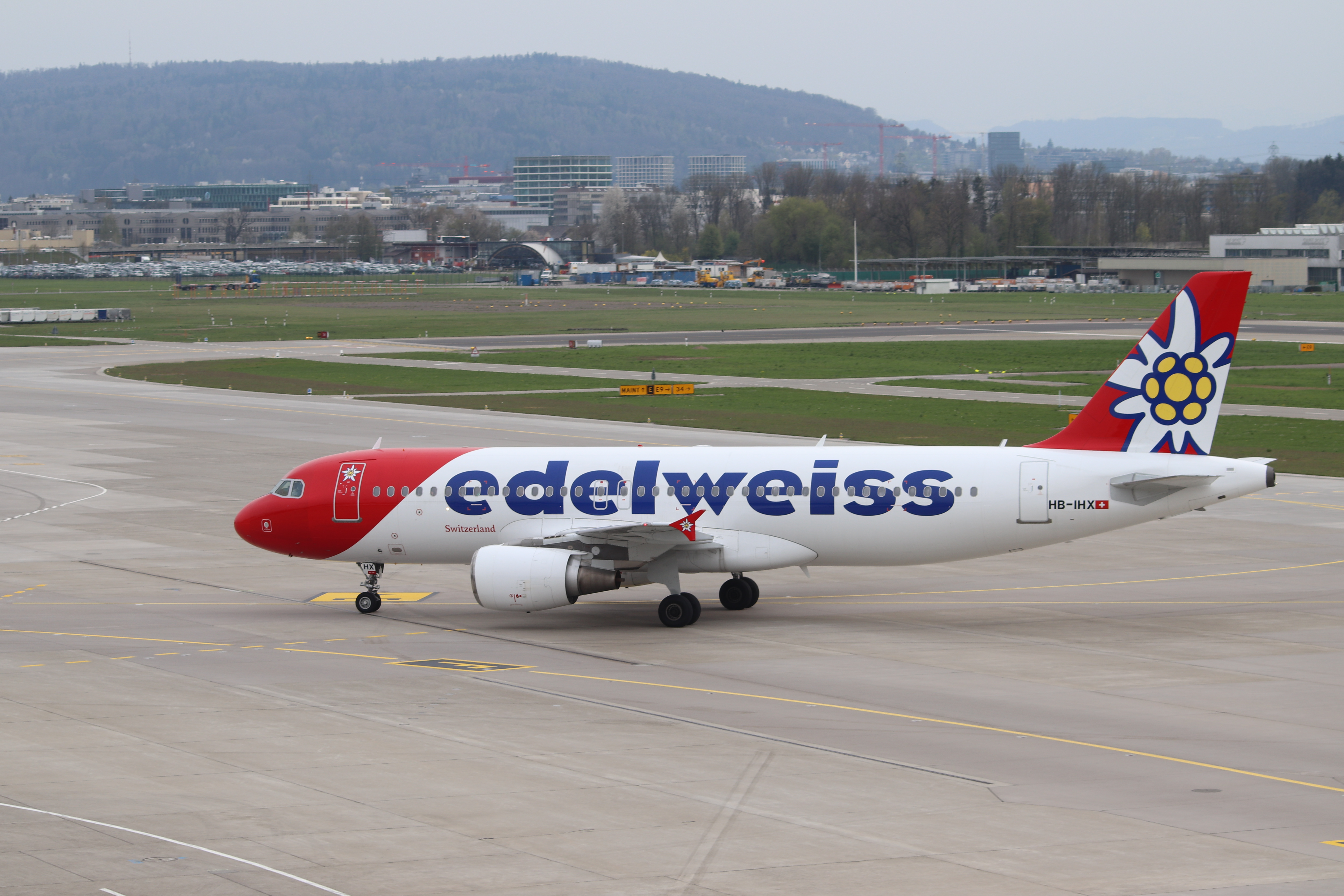
Airbus A320-200
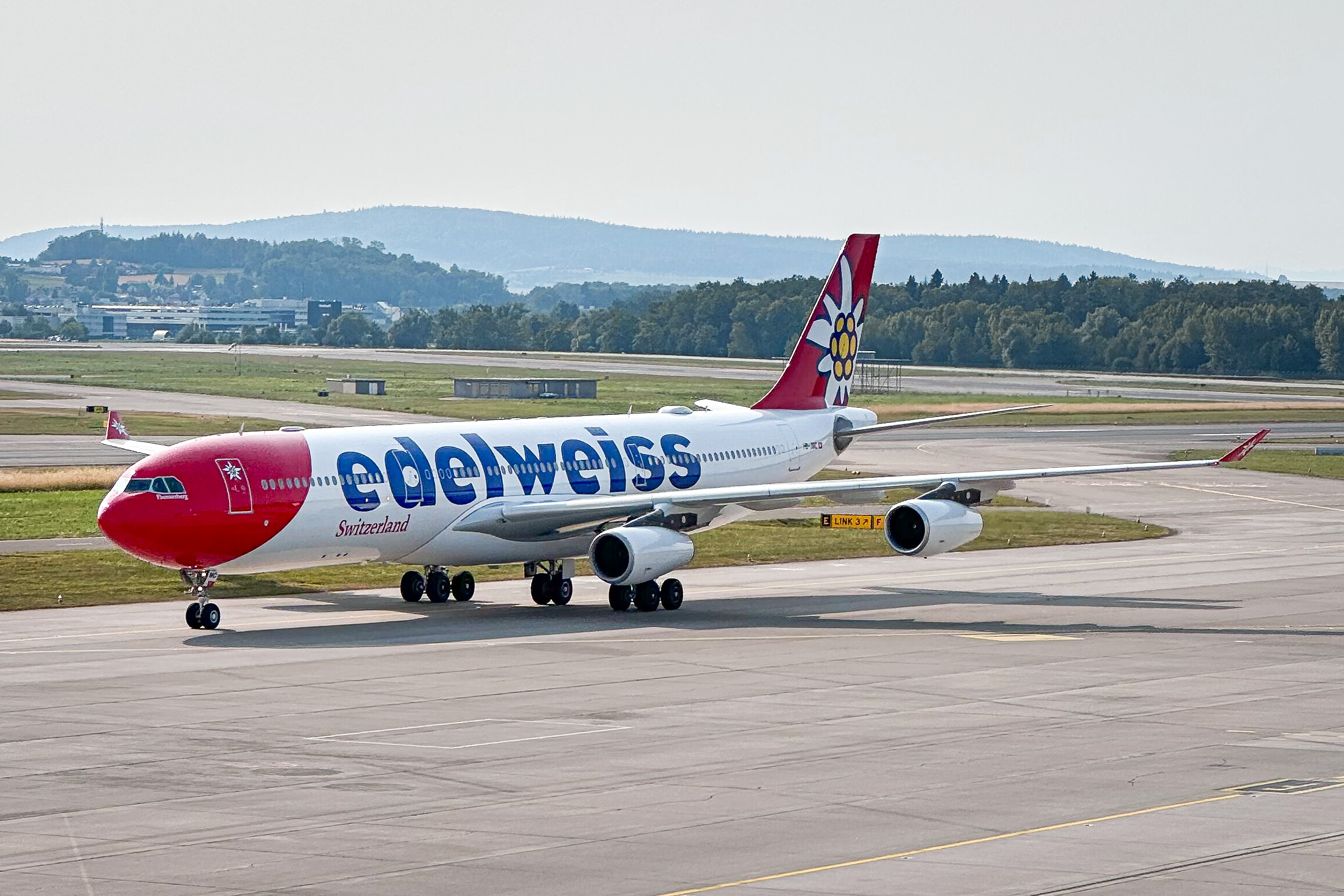
Airbus A340-300
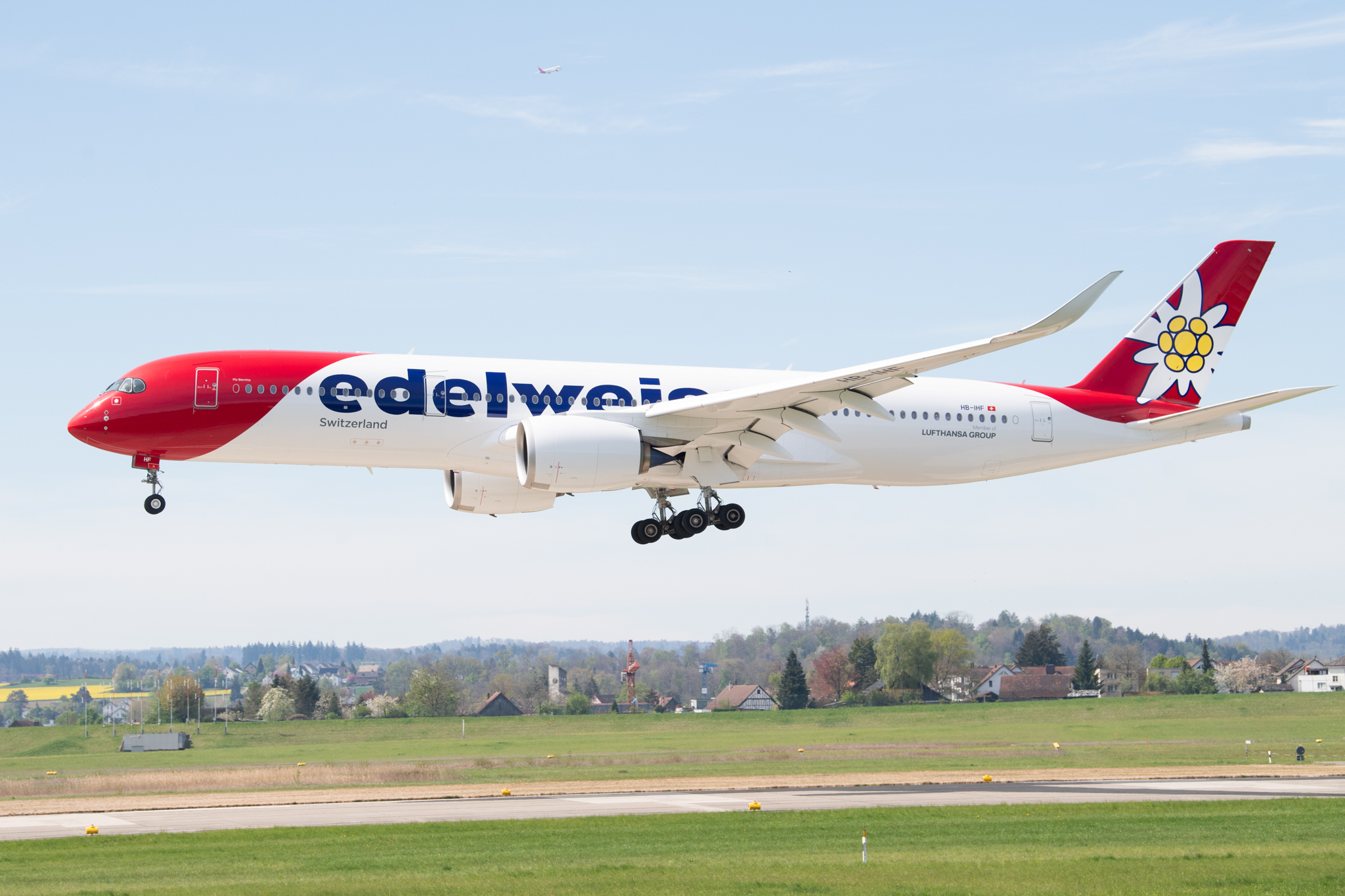
Airbus A350-900

Mit Stand vom Juli 2025 besteht die Flotte der Edelweiss Air aus 21 Flugzeugen mit einem Durchschnittsalter von 19,1 Jahren:
| Flugzeugtyp     | Anzahl | bestellt | Anmerkungen                                                   | Sitzplätze (Business/Eco+/Eco)  | Durchschnittsalter |
| --------------- | ------ | -------- | ------------------------------------------------------------- | ------------------------------- | ------------------ |
| Airbus A320-200 | 14     | 1        | einer mit Sharklets ausgestattet                              | 174 (-/-/174)                   | 19,8 Jahre         |
| Airbus A320neo  | -      | 1        | Lieferung in April 2026                                       | 180 (-/-/174)                   |                    |
| Airbus A340-300 | 05     | 0        |                                                               | 300 (29/76/195) 314 (27/76/211) | 21,8 Jahre         |
| Airbus A350-900 | 02     | 4        | Ersetzen ab April 2025 Airbus A340-300; 1 gebraucht von LATAM | 339 (30/63/246)                 | 07,1 Jahre         |
| Gesamt          | 21     | 6        |                                                               |                                 | 19,1 Jahre         |

Im August 2024 stellte man die neue Farbgestaltung und neue Flugziele der Gesellschaft vor.
Am 13. März 2025 landete mit der HB-IHF der erste Airbus A350-900 für Edelweiss in Zürich. In der Folge taufte die Fluggesellschaft diesen am 27. März 2025 auf den Namen «Piz Bernina».
Gem. eigener Webseite sind inzwischen (Sommer 2025) zwei Airbus A350 im Einsatz.

### Sonderbemalungen
| Flugzeugtyp     | Luftfahrzeugkennzeichen | Bemalung        | Zeitraum      | Bild |
| --------------- | ----------------------- | --------------- | ------------- | ---- |
| Airbus A320-200 | HB-JLT                  | „Help Alliance“ | seit Mai 2022 |      |

### Ehemalige Flugzeugtypen
In der Vergangenheit setzte Edelweiss Air folgende Flugzeugtypen ein:
| Flugzeugtyp                       | Anzahl | von  | bis  | Anmerkungen |
| --------------------------------- | ------ | ---- | ---- | ----------- |
| Airbus A330-200                   | 02     | 2000 | 2016 |             |
| Airbus A330-300                   | 02     | 2011 | 2021 |             |
| McDonnell Douglas MD-83 (DC-9-83) | 03     | 1996 | 1999 |             |

### Farbgestaltung
Teil der neuen Farbgestaltung der Gesellschaft, welche mit dem Airbus A350 eingeführt wird, ist der Schriftzug am Heck „Member of Lufthansa Group“ – wie auch bereits bei Discover Airlines und Lufthansa City Airlines.

## Namens-Konzept
Die Flugzeuge der Edelweiss Air tragen seit ihrer Gründung eine rot-weisse Bemalung mit Edelweiss-Blumen als Symbol für die schweizerische Herkunft der Gesellschaft. 2015 wurde die Bemalung ein wenig verändert, indem man die Edelweiss-Blume auf der Heckflosse vergrösserte und den Rumpf mit Switzerland ergänzte. Anlässlich des 20-jährigen Jubiläums der Edelweiss Air flog von Frühling bis Herbst 2015 in der Deutschschweiz ein Zeppelin NT in den Edelweiss-Farben.
Ab 2016 erhielten die Flugzeuge der Flotte (inzwischen vollständig) Taufnamen von Schweizer Regionen, in denen das Edelweiss «zu Hause» ist. An diesen somit hoch liegenden Aussichtspunkten wurden Bänke (Flugzeugsitzen nachempfunden und als Edelweiss-Bänkli bezeichnet) aufgestellt und durch Wegweiser ergänzt, auf denen Flugziele, die das betreffende Flugzeug anfliegt, mit Richtung und Entfernung gezeigt werden.

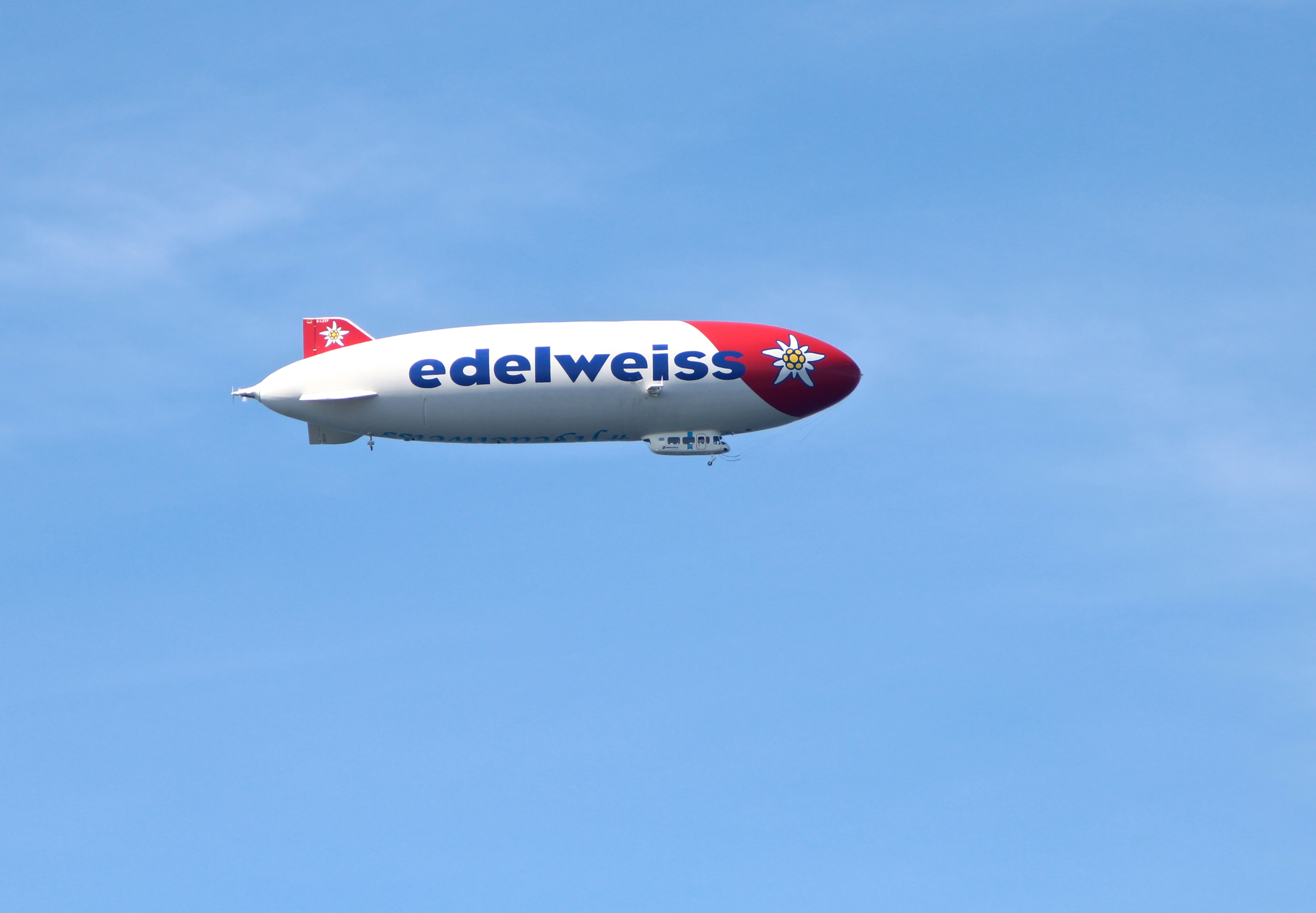
Werbe-Zeppelin zum 20-jährigen Jubiläum
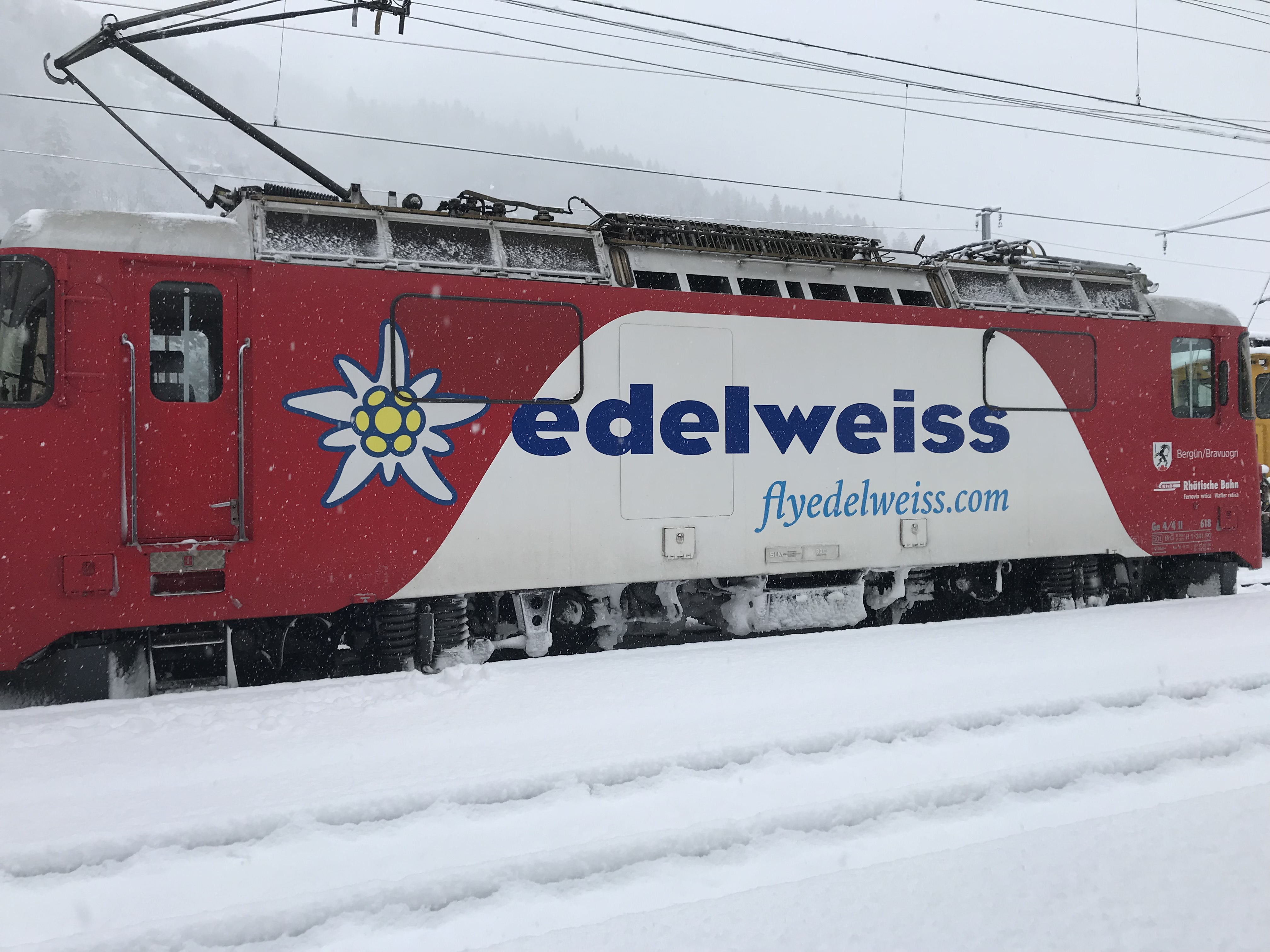
Lok der Rhätischen Bahn als Werbeträger
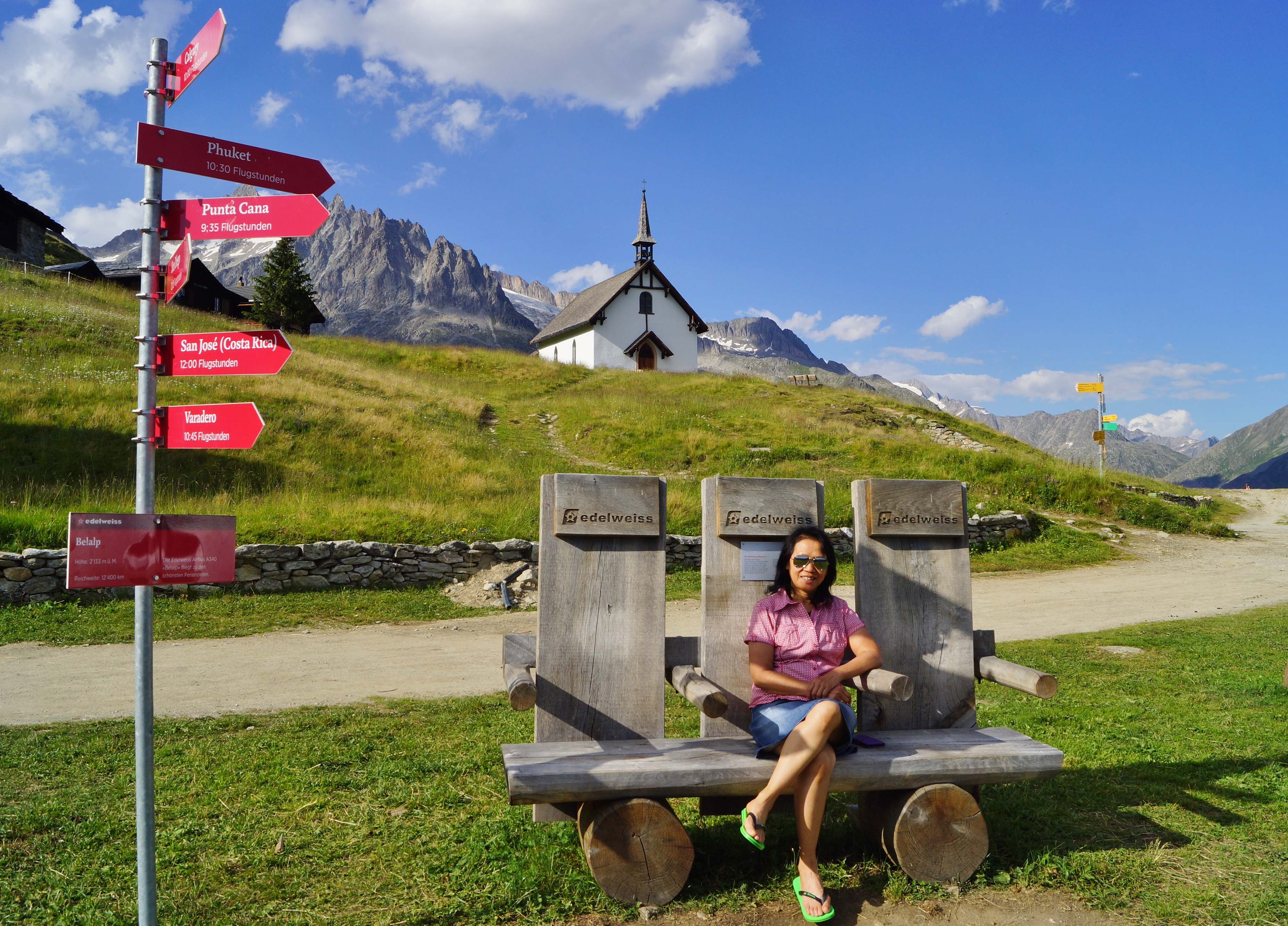
Edelweiss-Bänkli Belalp mit Flugziel-Wegweiser am Aletschbord (Wallis)